# Modesto Chávez Franco
Modesto Chávez Franco (Santa Rosa, 22 de noviembre de 1872 - Guayaquil, 14 de mayo de 1952) fue un cronista, folclorista, escritor e historiador ecuatoriano. Identificado con la corriente ideológica liberal, ejerció una enérgica militancia política en episodios históricos, tales como la venta de la bandera, durante la presidencia de Luis Cordero Crespo, y el Tratado de Durán en 1912. Su vasta obra comprende investigaciones científicas, folklóricas y culturales, siendo las más destacadas la de la fundación de Guayaquil y Crónicas históricas.

## Biografía

### Primeros años

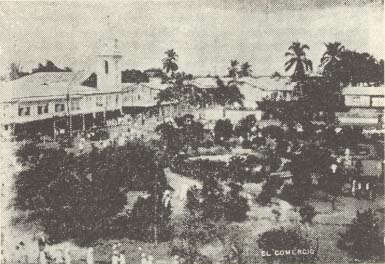
Santa Rosa, El Oro

Hijo del guayaquileño Modesto Chávez Cora y María Franco y Luna, nació el 22 de noviembre de 1872 en el Cantón Santa Rosa, provincia de El Oro. A los cinco años de edad se trasladó junto a su familia a la ciudad de Guayaquil donde su padre era dueño de un almacén. Sus estudios primarios los recibió en el Colegio Tomás Martínez y la secundaria en el Colegio San Vicente, hoy conocido como Colegio Nacional Vicente Rocafuerte. Desde temprana edad, desarrolló notables cualidades literarias, evidenciadas en sus primeros versos, escritos a los nueve años, mismos que posteriormente fueron publicados por el dramaturgo guayaquileño Nicolás Augusto González y fue además un ávido lector y autodidacta; siendo un adolescente, estudió por su cuenta francés y profundizó sus conocimientos en matemáticas, historia, latín y física.
Durante su época estudiantil, escribió para varios periódicos del país, colaboró en la creación de la revista El Cíclope, el periódico El Tipógrafo y fue uno de los fundadores del círculo literario de Guayaquil. Al igual que varios jóvenes de la época, se enfiló en la causa liberal, lo que ocasionó que a los 14 años fuera detenido y desterrado del país, tras haber sido acusado de conspiración contra el presidente de aquel entonces José María Plácido Caamaño. Durante el tiempo que vivió fuera del país escribió para varios periódicos internacionales.

### Actividad cultural
A su regreso comenzó su carrera periodística en los diarios El Tiempo de Guayaquil, bajo el seudónimo "pepito", "El grito del pueblo" y posteriormente en el semanario El obrero desde donde continuó difundiendo la ideología liberal y denunciando injusticias sociales. En el año de 1895, tras su crítica en uno de sus artículos en "El grito del pueblo" sobre el caso de la «Venta de la Bandera», fue nuevamente apresado y desterrado del país. En el año de 1897 se graduó de bachiller en filosofía y letras y posteriormente cursó estudios superiores en la facultad de jurisprudencia en la Universidad de Guayaquil, en aquel entonces ya formaba parte del equipo de redactores de El Universo. A los 26 años contrajo matrimonio con Mercedes González Triviño.
Modesto Chávez Franco fue un autor prolífico que incursionó en diversos géneros literarios. Entre sus obras teatrales se encuentran la comedia satírica En el Portal (1893), que posteriormente adaptó como zarzuela bajo el título de En el Parque (1899), así como las comedias Políticos del Día (1900), La Bomba (1910) y Sierra y Costa (publicada en 1910 y 1921). También escribió el drama Abdón Calderón (1911) y el drama Sarcasmo junto al monólogo festivo El Juicio Final (ambos en 1916). En prosa, publicó Cuentos populares y Broma en todo (1905) y la novela corta Expiación en su estatua o el secreto de un triunfo (1926). Por otro lado, dentro de la obra de Modesto Chávez Franco también destacan sus trabajos de carácter histórico y ensayístico. Su destacada Crónicas del Guayaquil antiguo, premiada por la Municipalidad de Guayaquil en 1931 y posteriormente publicada en dos tomos de 473 y 368 páginas, constituye un valioso testimonio de la vida y costumbres de la ciudad. Además, Átomos négros, una serie de ensayos filosóficos y la recopilación de semblanzas Biografías olvidadas (1940), que abarca 304 páginas. Póstumamente se publicó su Historia del Cuerpo de Bomberos de Guayaquil (1953), una obra de 288 páginas que refleja su interés por la historia local y las instituciones de su ciudad.

### Trayectoria política
La política desempeñó un papel importante en la obra literaria de Chávez Franco. Durante su juventud, fue parte del liberalismo ecuatoriano e hizo de la escritura su principal medio de denuncia social y de crítica contra el conservadurismo; sus publicaciones resultaron punzantes para ciertas autoridades gubernamentales, por lo que fue desterrado del país en dos ocasiones. Denunció a través de un artículo en "El grito del pueblo" el caso de «Venta de la Bandera» en 1894 y en el año de 1911, tras la revolución del general Pedro J. Montero, fue nombrado como Ministro de Relaciones Exteriores, pero al encontrarse en la lista de prisioneros, donde también constaba el expresidente Eloy Alfaro renunció a dicho cargo y se mantuvo a salvo al interior del vapor Chile, posteriormente fue trasladado a Daule, donde permaneció recluido durante casi 2 años y finalmente a Catarama. Al regresar a Guayaquil en 1916, recibió indulto por parte del presidente Alfredo Baquerizo Moreno y pese a que continuó escribiendo artículos de opinión, se retiró definitivamente de la política.

### Actividad cultural y reconocimientos
Chávez Franco fue un incansable impulsor del arte y la cultura. Ejerció las cátedras de francés, literatura e historia en el Colegio Nacional Vicente Rocafuerte y fue por casi 25 años director de la Biblioteca Municipal de Guayaquil y el Museo Municipal de Guayaquil, en este último llevó a cabo la clasificación de piezas arqueológicas, creó una guía inédita para dicha institución y fue el autor de las crónicas del Guayaquil antiguo; fue elegido como diputado por la provincia de El Guayas en el año de 1924.
Sus reconocimientos más destacados fueron los siguientes: Nombramiento como cronista vitalicio por parte de la Municipalidad de Guayaquil en el año de 1932. En 1951 la Asamblea Nacional Constituyente lo declaró como hombre ilustre, recibió la condecoración Estrella de Octubre de Primera Clase, otorgada por el Cuerpo de Bomberos de Guayaquil y su retrato figura en el Buffalo Museum of Science de Estados Unidos, junto a otros investigadores históricos como Francisco Campos R. Casi a los 80 años de edad tras una grave enfermedad, falleció el 14 de mayo de 1952.

## Obras

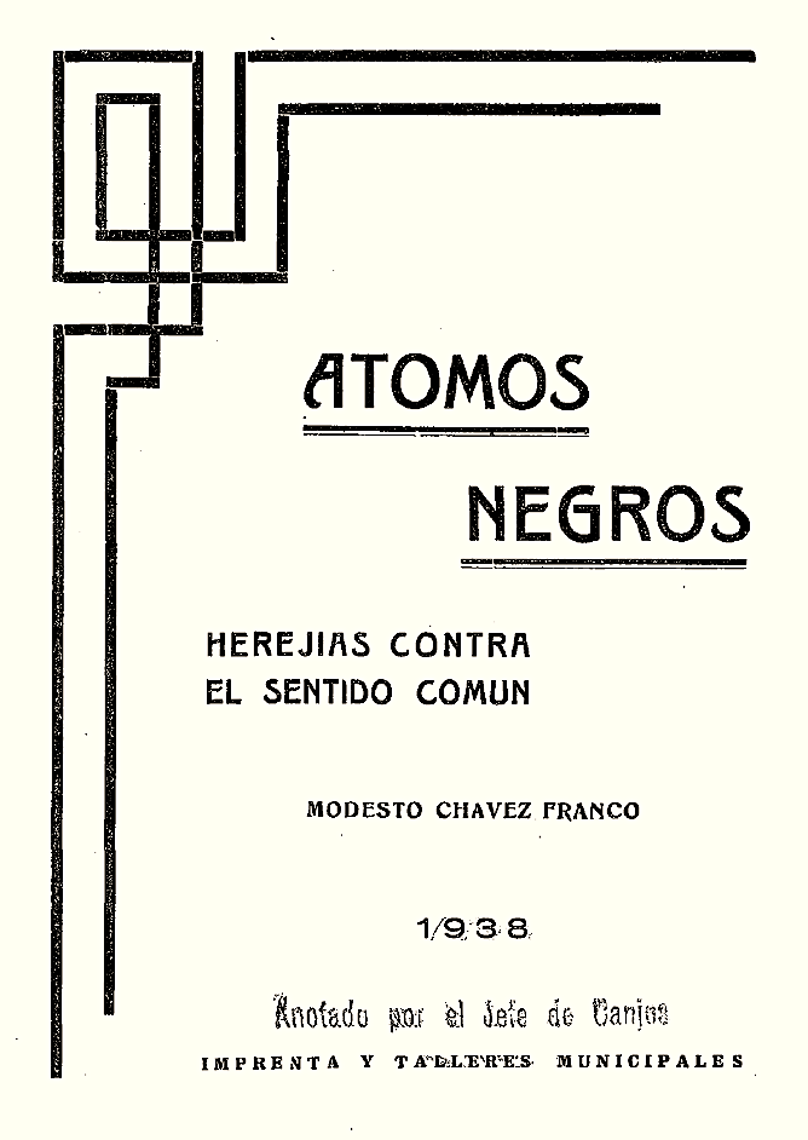
Atomos Negros por Modesto Chávez Franco

### Literatura
- En el Portal (1893): Comedia satírica, posteriormente transcrita como zarzuela con el título de "En el Parque" (publicada en 1899).
- Cuentos populares y Broma en todo (1905). 273 pp.
- Políticos del Día, Comedia (1900)
- La Bomba, Comedia (1910)
- Abdón Calderón, drama (1911). 8 pp.
- Sierra y Costa, Comedia (1910 y 1921)
- El Juicio Final, monólogo festivo (1916)
- Sarcasmo, drama (1916)
- La Poesía Campesina: Folklore Costeño Ecuatoriano

- Expiación en su estatua o el secreto de un triunfo (1926): Novela corta.
- Miscelánea, recopilación de su teatro y literatura

### Historia
- Crónicas del Guayaquil antiguo, premiada por la Municipalidad de Guayaquil en 1931. 473 y 368 pp.
- Reflexiones para los encarcelados (1936). 5 pp.
- Biografías olvidadas (1940). 304 pp.
- Historia del Cuerpo de Bomberos de Guayaquil (1953): Obra póstuma. 492 pp.

### Geografía
- Cartilla patria, Epítome de Historia y Geografía referente a las fronteras de Ecuador y Perú de 1531 a 1921. 233 pp.
- Geografía anecdótica y pintoresca del Ecuador.

### Ensayos
- Átomos negros, Herejías contra el sentido común. 363 pp.
- Desde el andén o mis hasta luego a quienes tomaron trenes anteriores al mío. Discursos necrológicos. Obra póstuma

### Pedagogía
- El lector ecuatoriano (1915-1919) (Tres tomos), escrito en conjunto con el escritor José Antonio Campos.
- Gramática sin maestros.